# Рошфор, Николай Иванович де
Граф Николай Иванович де Рошфор (Рошефор) (1846, Париж — 4 февраля 1905, Санкт-Петербург) — русский архитектор, инженер и теоретик архитектуры.

## Биография
Родился в 1846 году в Париже, в 12 лет переехал с родителями в Россию (его мать была русская подданная). Получил домашнее образование и поступил на естественное отделение Московского университета. Окончил Николаевское инженерное училище (1866) и Институт гражданских инженеров (экстерном).
Служил в Техническо-строительном комитете Министерства внутренних дел (1866—1868, 1889—1897) и по Министерству путей сообщения (1868—1889). Занимался строительством вокзалов, железных дорог и стратегических шоссе. С 1867 года состоял действительным членом Московского архитектурного общества. В 1875—1876 годах построил вокзал в Самаре в стиле итальянского ренессанса. Разработал проект ещё одного вокзала на Самаро-Златоустовской железной дороге — оренбургского.
В 1878—1881 годах был главным редактором журнала «Зодчий». Написал несколько книг по теории архитектуры. В первой половине 1870-х по частям выходил труд «Строительная технология и архитектура гражданских зданий». Самая известная его работа — «Иллюстрированное урочное положение», справочник для архитектора. Его издание было закончено в 1906 году, уже после смерти автора. С тех пор «Иллюстрированное урочное положение» неоднократно переиздавалось.
В 1889 году получил пост архитектора Петергофской гранильной фабрики.
Самый известный проект графа Рошфора — Беловежский дворец, императорская охотничья резиденция, которая строилась в 1889—1894 годах. Среди прочего во дворце была устроена ванная комната с бассейном, которая в 1896 году была воспроизведена в Александровском дворце для Николая II. В 1895 году перестраивал Ксенинский дворец. Эти работы графа Рошфора считаются первыми образцами русского модерна.
Скончался 4 [17] февраля 1905 года в Петербурге. Похоронен на Никольском кладбище Александро-Невской лавры.

## Личная жизнь
Увлекался филателией, состоял почетным членом Русского (Санкт-Петербургского) отделения Германского союза филателистов.

## Семья
Дети:
- Николай (1879, Санкт-Петербург — ?), сверхштатный чиновник особых поручений, после революции жил в Костроме, арестовывался в 1934 году[5][6].
- Константин, архитектор, коллекционер и публицист.
- Мария, поэтесса, участница националистического движения, председательница Совета Союза Русских женщин.

## Избранная библиография
- Главные размеры и формулы для постройки верхнего строения железных дорог: Памятная книжка для инженеров / Сост. инж.-архит. гр. Н. И. де-Рошефор. — Санкт-Петербург: тип. А. Траншеля, 1869. — [2], 42 с., 15 черт.
- О топоре и его работе // Хозяйственный строитель. 1878, № 4. — С. 61.
- Опись церковных памятников Калужской губернии // Записки отделения русской и славянской археологии Русского археологического общества. — Т. III. — СПб., 1882. — С. 330.
- Опись церковных памятников Калужской губернии / Н. И. де- Рошефор. — СПб.: Тип. Имп. Акад. наук, 1882. — 51 с.
- Иллюстрированное урочное положение / Н. И. де-Рошефор — М.: Книга по Требованию, 2013. — 714 с. — ISBN 978-5-458-52341-7 (репринтное издание)

## Память
В 1995 году в Санкт-Петербурге была проведена международная благотворительная выставка «Архитекторы Николай и Константин де Рошфор. Новые материалы из архивов Парижа и Петербурга».

## Проекты и постройки

### Санкт-Петербург
- Ксенинский дворец (частичная перестройка). Набережная реки Мойки, 106 (1895; перестроен);
- Комплекс пальмовой оранжереи[вд] Ботанического сада (завершение; автор-строитель И. С. Китнер при участии Н. В. Смирнова). Улица Профессора Попова, 2, двор, оранжереи № 26, 27, 28 (1893, 1896—1899; частично перестроен);
- Здание Химической лаборатории Горного института (совместно с А. И. Дитрихом). 21-я линия ВО, 6 (1900—1901);
- Александровский дворец (перестройка). Царское Село (1896).

### Самара
- Железнодорожный вокзал станции Самара (1875—1876; не сохранился);
- Часовня Иверской иконы Божией Матери на Привокзальной площади (1878, снесена в 1924 году[7]).

### Другие места
- Железнодорожный вокзал в Оренбурге (?);
- Беловежский дворец (1889—1894, не сохранился).